# Viktor Hantzsch
Gustav Robert  Viktor Hantzsch, né le 10 mai 1868 à Dresde et mort le 12 novembre 1910 dans la même ville, est un géographe et historien allemand.

## Biographie

### Famille
Viktor Hantzsch est le fils du chercheur et professeur d'histoire de Dresde Adolf Hantzsch (de) et de son épouse Emma Hantzsch. Johann Friedrich Jencke (de), fondateur de l'institution pour les sourds-muets de Dresde, est son grand-oncle maternel. Son frère, Bernhard Hantzsch (de), est un ornithologue et un explorateur polaire.
Hantzsch épouse Ella Volkammer en 1908, lLe couple a une fille.

### Carrière professionnelle
Après une formation d'enseignant de 1882 à 1888 au Séminaire Friedrichstädter de Dresde et plusieurs années comme enseignant auxiliaire et communautaire à Cossebaude, Löbtau et Dresde, Hantzsch commence ses études à l' Université de Leipzig en 1892. Il se consacre principalement à des études de géographie (avec Friedrich Ratzel) et d' histoire (avec Karl Lamprecht) et obtient son doctorat en 1895 avec la thèse Die überseeischen Unternehmungen der Augsburger Welser (Les entreprises d'outre-mer des Gallois d'Augsbourg).
Il est nommé en 1899, sur  recommandation de son ami le professeur Ratzel, assistant de recherche indépendant à la Bibliothèque publique royale de Dresde, au service des cartes, qu'il catalogue et organise. À partir de 1900, il est chargé de l'organisation préliminaire du matériel de la Bibliographie der sächsischen Geschichte (Bibliographie de l'histoire saxonne). En 1899, il est nommé employé permanent de la Literarischen Zentralblattes für Deutschland (Gazette littéraire centrale pour l'Allemagne), de la Allgemeine Deutsche Biographie (ADB) et de la Biographischen Jahrbuchs und Deutschen Nekrologsl (Annuaire biographique et des nécrologies allemandes).
Son œuvre la plus connue est une monographie sur Sebastian Münster.
Vers 1895, il est atteint de tuberculose, ce qui l'oblige à prendre sa retraite en 1902. Il meurt à l'âge de 42 ans à Dresde le 12 novembre 1910.

## Hommages
La Hantzschstrasse à Dresde porte le nom des frères Hantzsch.

## Œuvres
- Deutsche Reisende des sechzehnten Jahrhunderts, 1895.
- Sebastian Münster. Leben, Werk, wissenschaftliche Bedeutung, Leipzig, 1898.
- Viktor Hantzsch, Ludwig Schmidt (dir.), Kartographische Denkmäler zur Entdeckungsgeschichte von Amerika, Asien, Australien und Afrika aus dem Besitz der Königlichen Öffentl. Bibliothek zu Dresden, Hiersemann, Leipzig, 1903.
- Die Landkartenbestände der Königlichen Öffentlichen Bibliothek zu Dresden, nebst Bemerkungen über Einrichtung und Verwaltung von Kartensammlungen, Leipzig, 1904.
- Dresdner auf Universitäten vom 14. bis zum 17. Jahrhundert, Baensch, Dresde, 1906.
- Die ältesten gedruckten Karten der sächsisch-thüringischen Länder 1550–1593, Leipzig, 1905.
- Ratzel-Bibliographie. 1867–1905, 1906.